# Forumul Liberal
Forumul Liberal (germană Liberales Forum; LIF) a fost un partid liberal austriac. Acesta a fuzionat pe 25 ianuarie 2014 cu NEOS - Noua Austrie și Forumul Liberal.

## Țeluri ale Forumului
- Contra interzicerii fumatului
- Contra taxelor de studii
- Pro legalizării hașișului și marijuanei
- Liberalii nu vor să aibă obligația de a presta serviciul militar: Forumul Liberal vrea o armată profesionistă.

## Rezultate electorale
| Rezultate în alegeri pentru Naționalrat | Rezultate în alegeri pentru Naționalrat | Rezultate în alegeri pentru Naționalrat |
| An                                      | Procente                                | Mandate                                 |
| --------------------------------------- | --------------------------------------- | --------------------------------------- |
| 1994                                    | 6.0% (+6.0)                             | 11 (+11)                                |
| 1995                                    | 5.5% (-0.5)                             | 10 (-1)                                 |
| 1999                                    | 3.7% (-1.8)                             | 0 (-10)                                 |
| 2002                                    | 1.0% (-2.7)                             | 0 (-)                                   |
| 2006                                    | -                                       | 1 (+1)                                  |
| 2008                                    | 2.1% (+2.1)                             | 0 (-1)                                  |